# تشارلي وليامز (ملاكم)
تشارلي وليامز (بالإنجليزية: Charley Williams)‏ (4 فبراير 1928 - ) هو ملاكم أمريكي.

## روابط خارجية
- تشارلي وليامز على موقع بوكس ريك (الإنجليزية) (registration required)